# Architecture graphique avancée
Pour les articles homonymes, voir AGA.

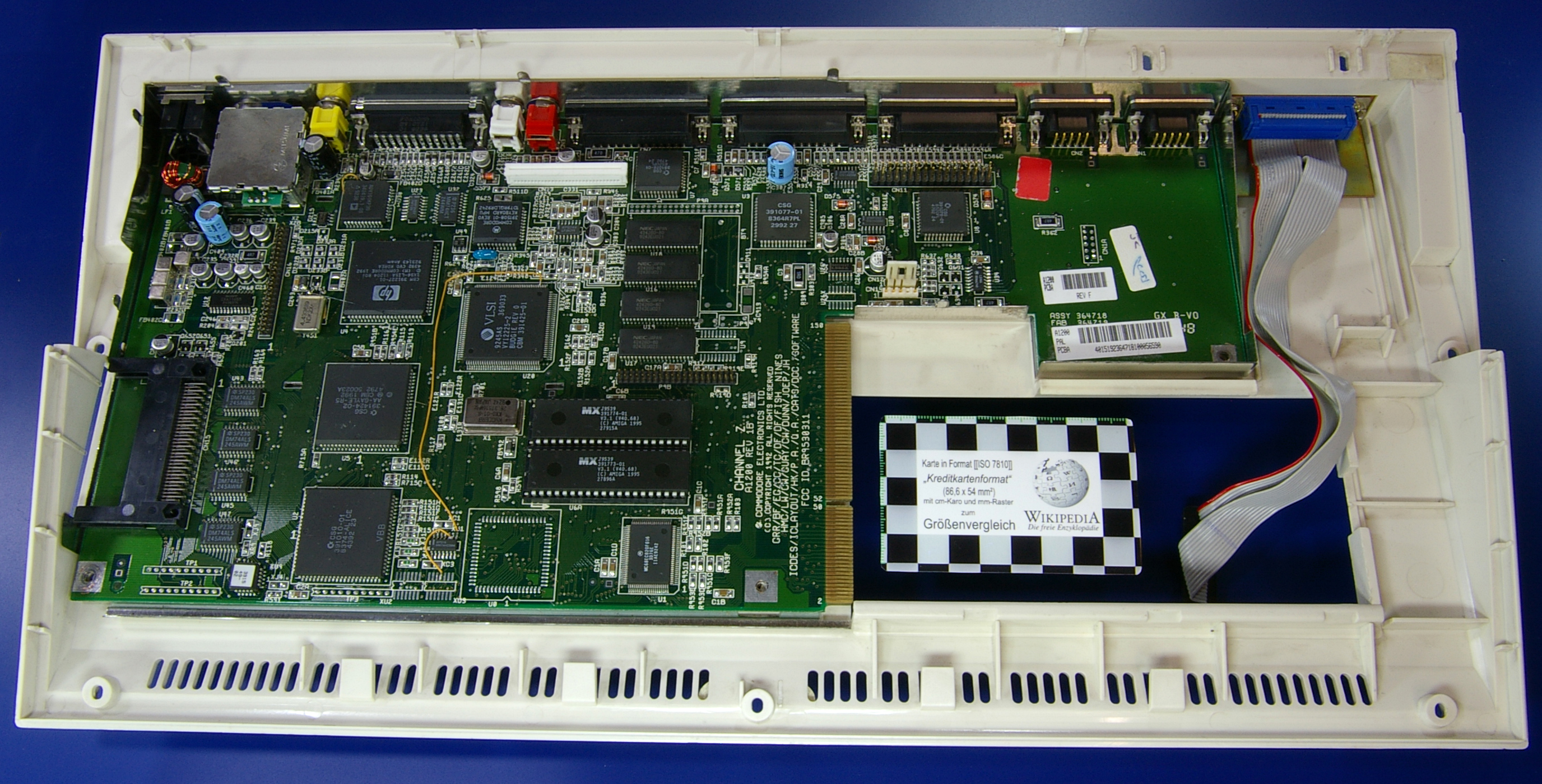
Carte mère d'un Amiga 1200

Architecture Graphique Avancée (AGA) était le jeu de puces graphiques amélioré des ordinateurs Amiga de troisième génération, au début des années 1990. L'AGA était inclus dans les modèles Amiga 1200 et Amiga 4000 et la console de jeu Amiga CD32. La deuxième génération de puces était l'Extended chipset (ECS), présent dans les modèles A500+, A600 et A3000. 

## Description
Les nouvelles capacités de l'AGA sont l'affichage 8 bits (256 couleurs) en mode d'affichage normal et 262144 couleurs en mode HAM-8 (18 bits couleur, 6 bits par canal de RVB). La palette de couleurs du chipset AGA est de 16777216 couleurs (24 bits).
La compatibilité d'affichage avec les anciens chipsets Original Amiga chipset (OCS) et ECS est conservée. On retrouve donc les anciens modes graphiques, déjà présents dans ces versions, ce qui permettait une rétrocompatibilité avec les anciens jeux. 
Cette nouvelle génération de circuits graphiques n'a pas suivi l'évolution des capacités des cartes graphiques des ordinateurs compatibles IBM PC contemporains. La disposition des pixels en plan de bits dans la mémoire vive limitait notamment les développeurs de jeux en 3D.

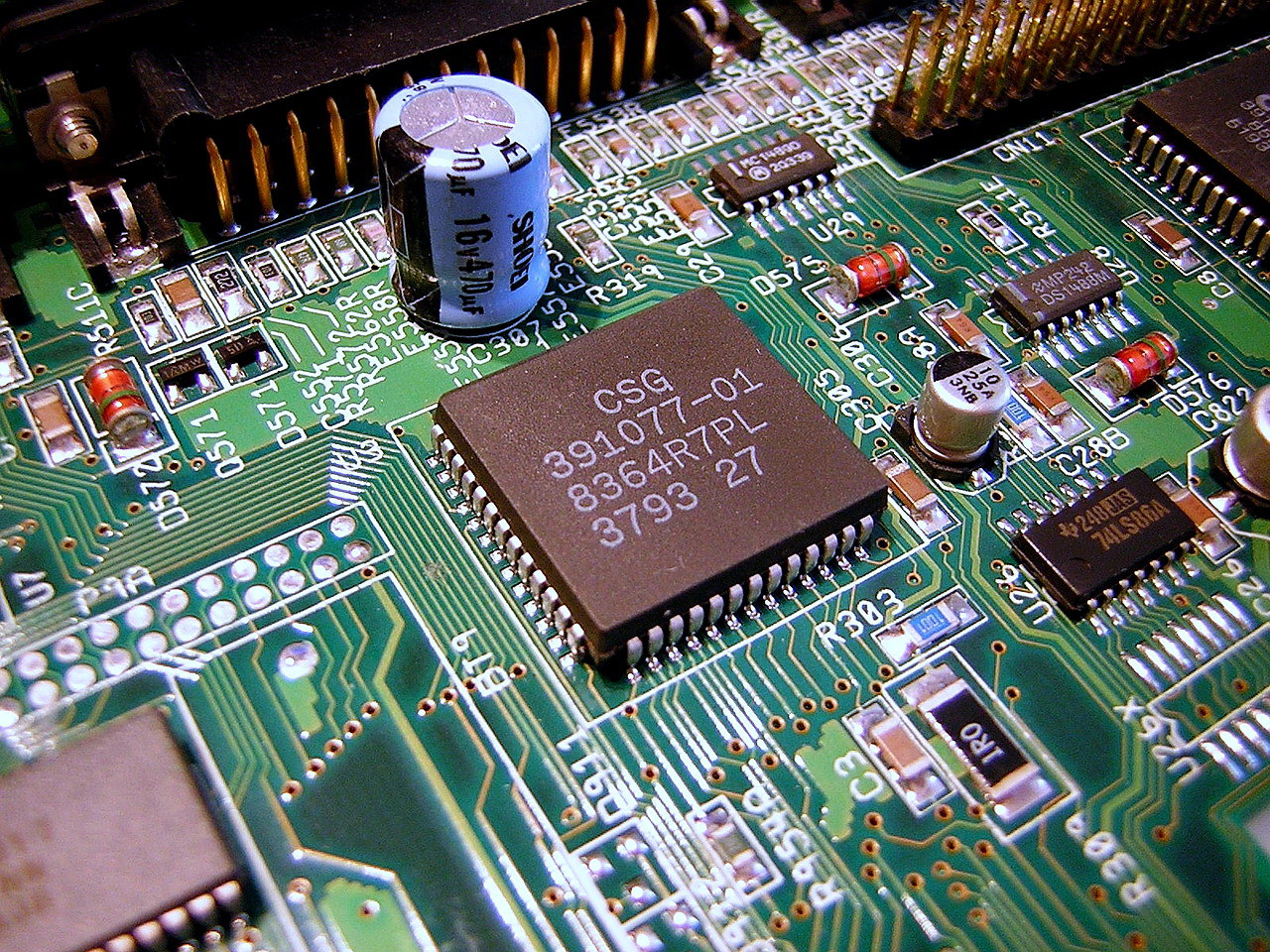
Version AGA, carré de Paula

Seule l'organisation de la puce originale Paula a été conservée dans le chipset. Les caractéristiques sonores de cette version du chipset n'ont donc pas évolué, la forme du circuit intégré est par contre carrée alors qu'elle était longue sur la version OAC.